# Camilla Neptune
Camilla Neptune, tidigare Andersson, född 25 maj 1962, är en svensk före detta fotbollsspelare (mittfältare).
Neptune representerade på klubbnivå Malmö FF, där hon sammanlagt spelade 438 matcher (138 mål) och var med och tog SM-guld 1984. Hon spelade även för Sunnanå SK.
Neptune spelade 23 landskamper för Sverige (1 mål) och var med och vann EM 1984. Hon var också med och tog brons i EM 1989.